# Convenção sobre o Estatuto dos Apátridas

Estados membro e signatários da Convenção sobre o Estatuto dos Apátridas de 1954. Estados signatários estão destacados em azul escuro

A Convenção sobre o Estatuto dos Apátridas é um tratado multilateral de 1960 das Nações Unidas que visa proteger os apátridas.
A Carta das Nações Unidas e a Declaração Universal dos Direitos Humanos foram aprovados em 10 de dezembro de 1948. De significância, o Artigo 15 da Declaração afirma queː
1. Todo o indivíduo tem direito a ter uma nacionalidade.
2. Ninguém pode ser arbitrariamente privado da sua nacionalidade nem do direito de mudar de nacionalidade.

A Convenção sobre o Estatuto dos Refugiados foi aprovada em 28 de julho de 1951. Apesar de uma intenção original, não incluía qualquer conteúdo sobre o estatuto dos apátridas e não havia nenhum protocolo sobre medidas para afetar a redução da apatridia.
Em 26 de abril de 1954, o ECOSOC adotou uma Resolução para convocar uma Conferência de Plenipotenciários para "regular e melhorar a condição dos apátridas mediante um acordo internacional".
A Conferência adotou a Convenção em 28 de setembro de 1954.
A Convenção entrou em vigor em 6 de junho de 1960. 

## Artigos relevantes da Convenção
Artigo 1º
Artigo 7º
Artigo 8º
Artigo 9º
Artigo 10º
Artigo 11º
Artigo 12º
Artigo 13º
Artigo 14º
Artigo 15º
Artigo 16º
Artigos 17º a 19º
Artigos 20º a 23º
Artigo 24º
Artigo 27º
Artigo 29º
Artigo 30º
Artigo 31º
Artigo 34º
Cláusulas Restantes

## Estados signatários
A partir do final de maio de 2016, as Nações Unidas listaram 88 signatários da Convenção; dois Estados (Santa Sé e Colômbia) assinaram a convenção, porém não a ratificaram. Os 88 signatários sãoː Albânia, Alemanha, Argélia, Antiga e Barbuda, Argentina, Armênia, Austrália, Áustria, Azerbaijão, Barbados, Bélgica, Belize, Benim, Bolívia, Bósnia e Herzegovina, Botsuana, Brasil, Bulgária, Burquina Fasso, Chade, Chéquia, Coreia do Sul, Costa Rica, Costa do Marfim, Croácia, Dinamarca, Equador, El Salvador, Espanha, Fiji, Filipinas, Finlândia, França, Gâmbia, Geórgia, Grécia, Guatemala, Guiné, Honduras, Hungria, Irlanda, Israel, Itália, Quiribáti, Letônia, Lesoto, Libéria, Líbia, Liechtenstein, Lituânia, Luxemburgo, Macedônia, Maláui, Mali, México, Moldávia, Montenegro, Moçambique, Nicarágua, Níger, Nigéria, Noruega, Países Baixos, Panamá, Peru, Portugal, Reino Unido, Romênia, Ruanda, São Vicente e Granadinas, Suazilândia, Suíça, Turquia, Trindade e Tobago, Tunísia, Turquemenistão, Uganda, Ucrânia, Uruguai, Zâmbia e Zimbábue.
Madagáscar renunciou a sua adesão feita em 1962, que entrou em vigor em 2 de abril de 1966. O Reino Unido estendeu a convenção para o Hong Kong britânico, e a China declarou que a convenção continua a valer na Hong Kong pós-1997.